# Annobon Airport
Annobon Airport är en flygplats i Ekvatorialguinea. Den ligger i den sydvästra delen av landet, 700 km sydväst om huvudstaden Malabo. Annobon Airport ligger 28 meter över havet. Den ligger på ön Isla de Annobón.
Terrängen runt Annobon Airport är lite kuperad. Närmaste större samhälle är Palé, 1,5 km nordost om Annobon Airport. 